# Henry John Gauntlett
Henry John Gauntlett (Wellington, Comtat de Salop, 19 d'agost de 1805 – 25 de febrer de 1876) fou un compositor i musicògraf anglès.
Fill d'un ministre anglicà, va ser destinat a l'estat eclesiàstic, però abraçà la professió d'advocat, que deixà per a dedicar-se a la música, per la que sentia, des de nen, gran vocació. Als 21 anys fou organista de Sant Olaf (Londres), i poc temps després emprengué una campanya contra els orgues de Londres, afirmant que eren impropis per l'execució de la música moderna. També treballa per la restauració del Cant Gregorià. L'arquebisbe de Canterbury premià els seus treballs atorgant-li el títol de doctor en música.
Entre les obres més importants que va compondre i figuren: Al·leluia (1848-55); Manual de Salmòdia (1860); El músic d'església; Enciclopèdia de cant; Himnes per als nens, i d'altres moltes. Assolí tanta reputació, que des de 1836 quasi no es publicà cap obra especial de música religiosa o de cant pla en que ell no hi col·laborés.